# Orgichneumon
Orgichneumon är ett släkte av steklar som beskrevs av Heinrich 1961. Orgichneumon ingår i familjen brokparasitsteklar.
Kladogram enligt Catalogue of Life och Dyntaxa:
| Orgichneumon | \| \| Orgichneumon calcatorius \| \| \| \| \| \| Orgichneumon chishimensis \| \| \| \| \| \| Orgichneumon luteocyaneus \| \| \| \| \| \| Orgichneumon mirus \| \| \| \| \| \| Orgichneumon sambonis \| \| \| \| |
|              | \| \| Orgichneumon calcatorius \| \| \| \| \| \| Orgichneumon chishimensis \| \| \| \| \| \| Orgichneumon luteocyaneus \| \| \| \| \| \| Orgichneumon mirus \| \| \| \| \| \| Orgichneumon sambonis \| \| \| \| |
|              | Orgichneumon calcatorius |
|              | |
|              | Orgichneumon chishimensis |
|              | |
|              | Orgichneumon luteocyaneus |
|              | |
|              | Orgichneumon mirus |
|              | |
|              | Orgichneumon sambonis |
|              | |